# Manipulations (film, 2016)
Pour les articles homonymes, voir Manipulations.
Pour plus de détails, voir Fiche technique et Distribution.
Manipulations ou Mensonges au Québec (Misconduct) est un film américain réalisé par Shintaro Shimosawa, sorti en 2016.

## Synopsis
Un médicament produit par une société pharmaceutique américaine provoque de nombreux morts dans le monde et conduit à un scandale médiatique. Cette société est dirigée par Arthur Denning (Anthony Hopkins) qui a pour compagne, Emily Hynes (Malin Åkerman). Emily insiste pour qu'ils quittent les États-Unis, Arthur se défile. Emily contrariée, part à pied. Peu après, Arthur reçoit des messages l'informant qu'Emily a été enlevée. Il engage des enquêteurs et des conseillers privés. Il doit remettre aux ravisseurs une importante somme dans les 12 heures, sinon Emily sera tuée. La remise de rançon doit se dérouler dans une galerie d'art.
Une semaine plus tôt, Ben Cahill (Josh Duhamel) est un ambitieux avocat travaillant pour le réputé cabinet Abrams. Il est employé par Charles Abrams (Al Pacino). Son épouse Charlotte (Alice Eve) est médecin. Ils sont endettés, font de nombreuses heures supplémentaires, ce qui menace leur vie de couple. Ben est contacté sur messagerie électronique par Emily, qui a été sa compagne quand ils étaient étudiants en première année à l'université. Ils se retrouvent dans un bar et elle lui révèle qu'elle détient des documents internes à l'entreprise, prouvant que Denning a fait falsifier les résultats d'analyses des médicaments pour obtenir l'agrément et qu'il a détourné de l'argent. Elle l'attire dans son appartement, il consulte les documents informatiques et elle lui remet une clé USB sur laquelle une version est enregistrée. Il lui dit que théoriquement il ne peut pas utiliser ces documents dans un procès puisqu'il les a obtenus illégalement. Elle lui révèle qu'Arthur ignore qu'elle loue cet appartement et se montre très entreprenante, Ben est sur le point de céder, mais se ressaisit et s'en va. Ben décide d'attaquer Arthur Denning en justice et obtient l'accord d'Abrams.
Ben se retrouve impliqué au cœur d'une machination, faite de chantage, de corruption et de meurtres. Abrams semble entretenir une relation peu claire avec Denning.

## Fiche technique
Sauf indication contraire, les informations mentionnées dans cette section peuvent être confirmées par la base de données cinématographiques IMDb,  présente dans la section « Liens externes ».
- Titre original : Misconduct
- Titre français : Manipulations
- Titre québécois : Mensonges
- Réalisation : Shintaro Shimosawa
- Scénario : Simon Boyes et Adam Mason
- Pays d'origine :  États-Unis
- Langue originale : anglais
- Format : couleur - 35 mm - 1,85:1 - son Dolby Digital
- Genre : thriller
- Dates de sortie :
  -  États-Unis : 5 février 2016 (Internet)
  -  France : 20 avril 2016 (en VOD) ; 24 août 2016 (en DVD)

## Distribution
- Josh Duhamel (VF : Alexis Victor ; VQ : Patrice Dubois) : Ben Cahill, avocat ambitieux
- Al Pacino (VF : José Luccioni ; VQ : Sébastien Dhavernas) : Charles Abrams
- Anthony Hopkins (VF : Jean-Pierre Moulin ; VQ : Jean-Marie Moncelet) : Arthur Denning, dirigeant d'une société pharmaceutique
- Alice Eve (VF : Chloé Berthier ; VQ : Violette Chauveau) : Charlotte Cahill, médecin, épouse de Ben
- Malin Åkerman (VF : Ingrid Donnadieu ; VQ : Camille Cyr-Desmarais) : Emily Hynes, ex-compagne de Ben, compagne d'Arthur
- Lee Byung-hun (VF : Stéphane Fourreau) : le comptable, tueur à gages mourant
- Glen Powell (VF : Emmanuel Garijo ; VQ : Alexis Lefebvre) : Doug Fields
- Leah McKendrick (VF : Barbara Beretta) : Amy
- Julia Stiles : Jane Clemente
- Chris Marquette (VF : Fabrice Trojani) : Giffords
- Skye P. Marshall (VF : Delphine Braillon) : Hatty
- Anthony Burzbee Jr. (VF : Tom Boutry) : Anthon

Direction artistique : Emmanuel Jacomy
 Source et légende : version française (VF) sur RS Doublage et selon le carton du doublage français.

## Production
Le réalisateur américain Shintaro Shimosawa signe son premier long-métrage et met en scène un thriller judiciaire classique.

## Accueil

### Critiques
Shimosawa parvient à entretenir le suspense, pendant une partie du film. Il brouille astucieusement les cartes, en multipliant les rebondissements. À voir, à lire évoque « (…) la vision d’une société américaine contemporaine sans foi ni loi, remplie de menteurs, tueurs, psychopathes, voleurs, névrosés, carnassiers et autres ambitieux, ne manque pas d’attrait ».
Le dernier tiers du film est peu crédible, à cause de facilités scénaristiques et par une accumulation de rebondissements incohérents. Le trio d’acteurs est en roue libre et cabotine. Toujours, selon à voir, à lire : « On vire du thriller judiciaire tendu et machiavélique à un vulgaire film de vengeance, totalement grotesque, qui laisse un arrière-goût désagréable ».